# Droga N280 (Holandia)
Droga prowincjonalna N280 (nid. Provinciale weg 280) – holenderska droga prowincjonalna wschód-zachód. Łączy Weert z granicą holendersko-niemiecką, skąd jako autostrada federalna A52 biegnie dalej, w kierunku Mönchengladbach i Zagłębia Ruhry.
W całości znajduje się na obszarze Limburgii, a długość trasy wynosi niecałe 27 km.

## Natężenie ruchu
Podane niżej dane pochodzą z pomiarów przeprowadzanych w 2008 roku:
| Z          | Do           | Ilość poj. |
| ---------- | ------------ | ---------- |
| Weert      | Weert-Oost   | 14500      |
| Weert-Oost | Swartbroek   | 12000      |
| Swartbroek | A2           | 13500      |
| A2         | Baexem       | 16500      |
| Baexem     | N273         | 20000      |
| N273       | Horn         | 26000      |
| Horn       | Roermond     | 40000      |
| Roermond   | A73          | 34000      |
| A73        | granica NL-D | 9000       |